# Неколенко, Архип Витальевич
Архи́п Вита́льевич Неко́ленко (род. 11 марта 1996, Марьино, Московская область) — российский хоккеист, нападающий. Игрок новосибирской «Сибири».

## Карьера
Начал заниматься хоккеем в школе «Крыльев Советов» вслед за старшим братом Ильёй. В январе 2012 года был приглашён в состав юношеской сборной России для участия в юношеских Олимпийских играх. На этом турнире сборная России завоевала второе место. После выпуска из школы «Крыльев» попал в систему московского «Спартака», где дебютировал на профессиональном уровне в составе молодёжной команды «МХК Спартак» в сезоне 2012/13, став серебряным призёром. В сезоне 2013/14 выиграл Кубок Харламова. Летом 2014 года СКА объявил о переходе 16 игроков «Спартака» и МХК «Спартак» в свою клубную систему, в том числе и Архипа Неколенко.
В системе СКА начал выступать за молодёжную команду «СКА-1946», позже дебютировал и на уровне Высшей хоккейной лиги в составе «СКА-Невы». В ноябре 2015 года попадал в заявку основной команды, но на лёд в матчах Континентальной хоккейной лиги не выходил. Дебют в КХЛ состоялся 29 января 2017 года в домашней игре против челябинского «Трактора», после чего он ещё дважды выходил на лёд до конца регулярного чемпионата, а также провёл два матча в плей-офф, по итогу которого завоевал Кубок Гагарина. В октябре 2017 года стало известно, что Неколенко вместе с Юрием Козловским перейдёт в ханты-мансийскую «Югры». Провёл 18 матчей, в которых забросил одну шайбу и отдал одну передачу. Помимо этого, выступал в составе аффилированного с «Югрой» клуба — тюменского «Рубина». Летом 2018 года Неколенко перешёл в магнитогорский «Металлург», заключив двухгодичный контракт. В апреле 2024 года стал двукратным обладателем Кубка Гагарина. 2 июня 2024 года перешёл в «Ладу».
11 июня 2025 года подписал двухлетний контракт с новосибирской «Сибирью».

## Достижения
- Серебряный призёр юношеских Олимпийских игр: 2012
- Серебряный призёр МХЛ: 2012/13
- Обладатель Кубка Харламова: 2014
- Обладатель Кубка Гагарина: 2017, 2024